# Katastrofa lotu TransAsia Airways 235
Katastrofa lotu TransAsia Airways 235 – wypadek samolotu turbośmigłowego typu ATR 72 linii TransAsia Airlines, lecącego z lotniska Songshan w Tajpej do Kinmen, który tuż po starcie spadł do rzeki Jilong w północnej części miasta.

## Wypadek
Według tajwańskiej agencji informacyjnej, na podstawie wstępnych odczytów z rejestratorów pokładowych, samolot otrzymał pozwolenie na start o godzinie 10:51. O 10:52:38 włączył się alarm silnika nr 2; pilot wspomniał o tym, że zmniejsza moc silnika nr 1, co powtórzył kilka sekund później, potwierdzając równocześnie zgaśnięcie silnika nr 2. Od 10:53:12 włączył się alarm, sygnalizujący zbyt niską prędkość (co grozi przeciągnięciem). 7 sekund później pilot potwierdził wyłączenie silnika nr 1 i przestawienie śmigła w chorągiewkę; o 10:53:35 podał pierwszy sygnał Mayday i zawiadomił wieżę kontrolną o zgaśnięciu silnika. Od 10:54:09 pilot wzywał do ponownego uruchomienia silnika nr 1; w 34 sekundzie znów włączył się główny alarm, a dwie sekundy później nagranie uległo przerwaniu.

Trasa lotu przed katastrofą

Samolot 3 minuty i 23 sekundy po otrzymaniu zgody na start uderzył lewym skrzydłem w samochód jadący po wiadukcie i spadł do rzeki. Moment uderzenia został uchwycony przez nagrania kamer samochodowych. Na pokładzie było 5 członków załogi i 53 pasażerów, w tym 31 turystów z Xiamenu (ChRL) i 22 Tajwańczyków. Ratownicy pracowali nad wydobyciem uwięzionych w kadłubie, który był częściowo zanurzony w rzece i najprawdopodobniej odwrócony podwoziem do góry. Dzięki sprowadzeniu ciężkiego sprzętu, w tym dźwigów o odpowiednio dużym udźwigu i zbudowaniu przez wojsko mostu pontonowego, na który mogły wjechać, pod wieczór udało się wydobyć z rzeki część przełamanego na pół samolotu.
W akcji ratunkowej uczestniczyło łącznie 827 osób, 218 pojazdów i 77 łodzi, w tym zespoły nurków straży, a także zespół do podwodnych poszukiwań archeologicznych z Academii Siniki. W akcję włączone były personel i sprzęt zmobilizowane przez ministerstwo obrony, straż przybrzeżną, siły lotnicze, miast Tajpej, Nowe Tajpej, Keelung i Xinzhu, oraz sąsiadujących powiatów. Wśród użytego sprzętu były dźwigi o nośności 400 i 700 ton, oraz most pontonowy M3; ponad 4000 funkcjonariuszy zostało zmobilizowanych do pomocy.
Według komunikatu tajwańskiej agencji lotnictwa cywilnego według stanu z 8 lutego, 16:00 czasu lokalnego, odnaleziono 55 osób, w tym 40 ofiar śmiertelnych; pozostałych 15 zostało hospitalizowanych. Trzech osób wciąż nie odnaleziono. Wśród 32 pasażerów z ChRL było trzech rannych i 26 zabitych, dwie zaginione, wśród 22 Tajwańczyków – 11 rannych i 10 zabitych, jeden zaginiony; z pięcioosobowej załogi: jedna osoba ranna i cztery zabite. Dodatkowo dwie osoby zostały ranne na ziemi (jadący taksówką, o którą zahaczyło skrzydło samolotu). Ostatecznie, po 8 dniach poszukiwań odnaleziono ostatnie ciało, trzy km w dół rzeki od miejsca katastrofy; w ostatecznym podsumowaniu, na pokładzie zginęły 43 osoby, 15 zostało rannych

## Przyczyny wypadku
Służby zabezpieczyły czarne skrzynki samolotu. Piloci pilotujący maszynę byli doświadczeni, mieli po 5 i 7 tysięcy wylatanych godzin (trzeci pilot na pokładzie był w trakcie szkolenia). Samolot ATR 72, jak każdy inny turbośmigłowy samolot komunikacyjny może się wznosić i kontynuować lot na jednym pracującym silniku, pod warunkiem wyłączenia silnika, który uległ awarii, i ustawieniu jego śmigła w chorągiewkę. Według oświadczenia Wang Hsing-chunga, dyrektora agencji bezpieczeństwa ruchu lotniczego, gdy samolot osiągnął wysokość ok. 400 m, włączył się alarm silnika nr 2 i 46 s później, silnik nr 1 został wyłączony. Przez następną minutę oba silniki samolotu były wyłączone; silnik nr 1 został ponownie włączony na 7 sekund przed uderzeniem o ziemię. Prawdopodobną przyczyną wypadku było pomylenie przez pilota silników – wyłączył sprawny, zamiast uszkodzonego (na rejestratorze nagrały się jego słowa: „Wow, pulled back the wrong side throttle.” – „Wow, wyłączyłem silnik nie po tej stronie”).
Maszyna była nowa, służyła mniej niż rok, a 26 stycznia była sprawdzana pod kątem bezpieczeństwa przez tajwańską agencję lotnictwa cywilnego.

## Obywatelstwo pasażerów i załogi

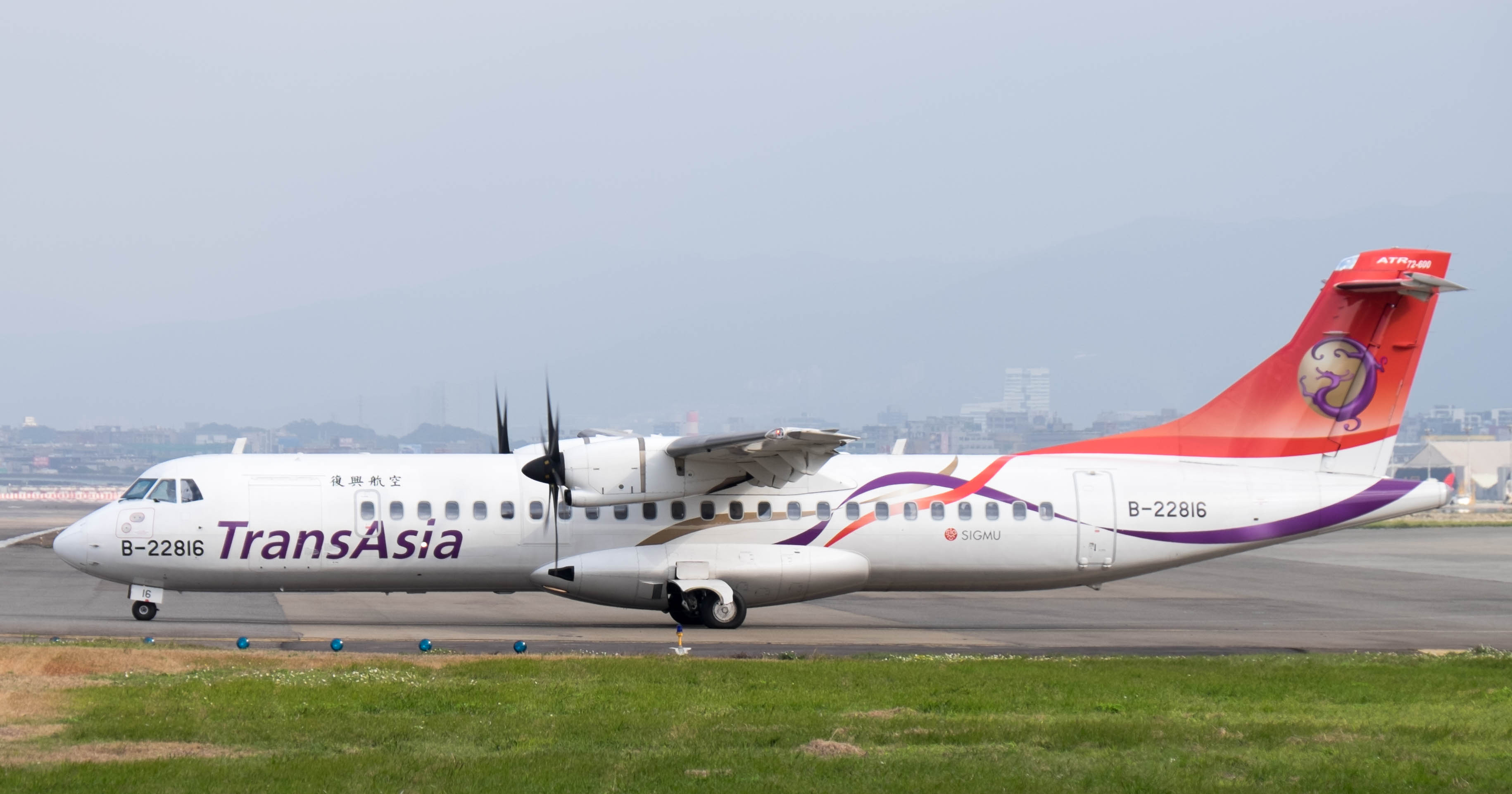
ATR 72, który uległ wypadkowi (nr rej. B-22816), zdjęcie wykonano na lotnisku w Tajpej na miesiąc przed wypadkiem.

| Kraj   | Pasażerowie | Załoga | Razem |
| ------ | ----------- | ------ | ----- |
| Chiny  | 31          | –      | 31    |
| Tajwan | 22          | 5      | 27    |
| Razem  | 53          | 5      | 58    |